# S Club 8
S Club 8, eerder bekend als S Club Juniors, waren een spin-off van de populaire Britse popgroep S Club 7. De bandleden, Jay Asforis, Stacey McClean, Aaron Renfree, Frankie Sandford, Rochelle Wiseman, Hannah Richings, Daisy Evans en Calvin Goldspink, waren allemaal in hun vroege tienerjaren of jonger toen ze uit duizend deelnemers aan de S Club Search (2001) serie gekozen werden. De groep was oorspronkelijk alleen bedoeld als supportact bij S Club 7's S Club Carnival Tour. Ze brachten echter al snel een eigen single uit in 2002, "One Step Closer".
Na drie albums, acht singles, een kinderprogramma en twee naamsveranderingen ging de band in 2004 uit elkaar.

## S Club Juniors
Na het succes van de debuutsingle "One Step Closer", brachten de S Club Juniors het album Together en nog eens drie Top 10 singles uit. De band nam ook een DVD op, Dance The S Club Way, waarin de danspasjes van S Club 7 nagedaan moesten worden.

## S Club 8
Nadat S Club 7 in 2003 bekendmaakte uit elkaar te gaan, werden de S Club Juniors het belangrijkste gezicht van de S Club franchise, en dus werd de naam veranderd in S Club 8. Hun comeback single was het electro-nummer 'Fool no more', gevolgd door een album, Sundown, en nog twee singles. Nadat zowel hun album als de single 'Don't tell me your sorry' (hun laatste single onder de S Club naam) de Top 10 niet wisten te bereiken, besloot het management van de groep het roer drastisch om te gooien.

## I Dream
In 2004 keerden de S Club 8 terug als cast in het BBC kinderprogramma I Dream. In tegenstelling tot de S Club 7 shows, draaide het in I Dream om een grote groep. In I Dream stond de zomerschool Avalon Heights, beheerd door Professor Toone (Christopher Lloyd), centraal. De karakters probeerden daar hun talenten te verbeteren. Niet geheel verrassend, bevatte de show veel liedjes en dansjes: meestal twee nummers per aflevering.
Het themanummer van de show, Dreaming, werd gezongen door bandleden Frankie en Calvin en werd op 15 november 2004 uitgebracht. Hierdoor laaiden de geruchten op dat Frankie en Calvin de band zouden verlaten, maar alle bandleden beweerden dat er na het eerste seizoen nog meer releases van S Club 8 zouden komen. Op 29 november 2004 werd het album Welcome To Avalon Heights uitgebracht, met daarop liedjes uit de show door S Club 8 leden en de rest van de cast.
De geruchten over een opheffing namen toe nadat bekend werd gemaakt dat bandlid Rochelle Wiseman  het Britse kinderprogramma Smile vanaf 19 december 2004 ging presenteren. Ze verving daar Reggie Yates en Fearne Cotton die het programma eind 2004 verlieten. De geruchten bleken waar, want er zijn sindsdien geen releases meer van S Club 8 of I Dream verschenen.